# Sąd Najwyższy (Kongo)
Sąd Najwyższy Konga (fr. Cour Suprême du Congo) – naczelny organ władzy sądowniczej w Republice Konga. Siedziba sądu znajduje się przy Boîte Postale 597 w Brazzaville. Obecnym prezesem sądu najwyższego jest Henri Bouka.

## Kompetencje i działalność
Sąd Najwyższy jest sądem, do którego zadań należy m.in. wydawanie orzeczeń kasacyjnych.

## Sędziowie sądu najwyższego
Sędziowie sądu najwyższego są powoływani przez prezydenta republiki za pomocą dekretu Najwyższej Rady Magistratu (ang. Superior Council of the Magistrature).

### Obecny skład sądu
| Funkcja                      | Imię i nazwisko                    |
| ---------------------------- | ---------------------------------- |
| Prezes                       | Henri Bouka                        |
| Wiceprezes                   | Alphonse Dinard Moubangat Moukonzi |
| Prezes III Izby Cywilnej     | Thadée Ndayi                       |
| Prezes Izby Administracyjnej | Albert Mbon                        |
| Prezes Izby Karnej           | Jean Ngalebayi                     |
| Prezes Izby Handlowej        | André Charles Loemba               |
| Prezes Izby Społecznej       | Hélène Koumba Mbaki                |

Na mocy dekretu prezydenta powołano również piętnastu pozostałych sędziów: Pierre Julien Ausonne Malanda, Norbert Elenga, Antoine Michaëls César Florent Moukogoh, Gabin Félix Mbemba, Albert Oko, Dieudonné Yobo, Yolande Mavoungou, Christine Ntsika, Justin Manota, Jean de Dieu Batchy, Lucienne Mokoko, Jean Romain Soukou, Jérôme Patrick Mavoungou, Roger Nounguini.